# Wilton (Dakota del Nord)
Wilton è un centro abitato (city) degli Stati Uniti d'America, situato fra la Contea di McLean e la Contea di Burleigh, nello Stato del Dakota del Nord. Nel censimento del 2000 la popolazione era di 807 abitanti. La città è stata fondata nel 1882. Appartiene all'area metropolitana di Bismarck-Mandan.

## Geografia fisica
Secondo i rilevamenti dell'United States Census Bureau, la località di Wilton si estende su una superficie di 1,50 km², tutti occupati da terre.

## Popolazione
Secondo il censimento del 2000, a Wilton vivevano 807 persone, ed erano presenti 219 gruppi familiari. La densità di popolazione era di 538 ab./km². Nel territorio comunale si trovavano 347 unità edificate. Per quanto riguarda la composizione etnica degli abitanti, il 98,27% era bianco, lo 0,12% era afroamericano, lo 0,74% era nativo e lo 0,87% apparteneva a due o più razze. La popolazione di ogni razza ispanica corrispondeva allo 0,37% degli abitanti.
Per quanto riguarda la suddivisione della popolazione in fasce d'età, il 28,5% era al di sotto dei 18, il 6,8% fra i 18 e i 24, il 27,5% fra i 25 e i 44, il 22,1% fra i 45 e i 64, mentre infine il 15,1% era al di sopra dei 65 anni di età. L'età media della popolazione era di 37 anni. Per ogni 100 donne residenti vivevano 93,5 maschi.